# Максимов, Сергей Сергеевич (футболист)
Сергей Сергеевич Максимов (8 сентября 1982) — российский и казахстанский футболист, защитник.

## Биография
С 15-летнего возраста занимался в Училище олимпийского резерва (Адлер). В 2000 году выступал в соревнованиях КФК за «Жемчужину-УОР» (Сочи), в том же году дебютировал в составе «Жемчужины» в первом дивизионе. В 2001—2002 годах был основным игроком сочинского клуба во втором дивизионе.
В 2003 году перешёл в казахстанский «Ордабасы». Дебютный матч в чемпионате Казахстана сыграл 15 апреля 2003 года против «Иртыша». В 2004 году выступал за «Женис», затем вернулся в «Ордабасы», где провёл ещё четыре сезона. Финалист Кубка Казахстана 2007 года, участвовал в финальном матче против «Тобола». Всего в высшей лиге Казахстана сыграл 116 матчей.
В 2006 году был на просмотре в российском клубе «Сибирь», но безуспешно.
В 2012—2013 годах выступал в чемпионате Абхазии за клуб «Гагра», чемпион (2012) и обладатель Кубка (2013) Абхазии.
После окончания игровой карьеры работает детским тренером в Сочи. По состоянию на 2018 год — тренер команды 2007 г.р. в сочинской ДЮСШ № 10. Принимает участие в матчах ветеранов.

## Личная жизнь
Отец, Сергей Александрович (род. 1949) — советский и казахстанский футболист и тренер.